# تياراخودينس
تياراخودينس اكسنتريكوس هو مخلوق ذو خطم قصير و في حجم الخنزير البرى عاش قبل ما يقرب 265 مليون سنه و في القرب من البرازيل حالياً.

## اكتشافه

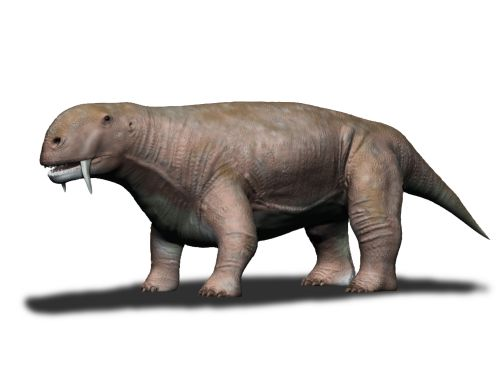

توصل إلى ذلك الكائن العالم’’ كارلوس سيسنيروس‘‘ حيث قام بدراسة جمجمة غير مكتملة ومهترئة الأسنان تعود لأحد الكائنات الأحفورية .و يقول كارلوس “ لقد كان هذا الاكتشاف غريبا للغاية ولا يضاهيه سوى العثور على حيوان خرافي” .
و يقول سيسنيروس: أن اسم ذلك المخلوق هو تياراخودينس إكسنتريكوس، و يعتبر من الزواحف الثيرابسدية التي تعتبرنوعا منقرضا للثدييات،
كما أضاف بعض من خصائئص ذلك الكائن وقال إنه كان يتمتع بكفاءة عالية في مضغ أوراق النباتات وسيقانها معتمدا في ذلك على قواطعه المتشابكة الشبيهة بتلك الموجودة لدى الفرس وأضراسه التي تشبه أضراس البقرة. أما أنيابة السيفية فهي تشبة أنياب الأسد وربما كان يستخدمها للقضاء على أعدائة!.

## الإشارات
1. ↑  حيوان نباتي ذو أسنان سيفية عاش قبل ما يقرب من 265 مليون سنة !! نسخة محفوظة 15 مارس 2016 على موقع واي باك مشين.